# Eulimnichus impostus
Eulimnichus impostus is een keversoort uit de familie dwergpilkevers (Limnichidae). De wetenschappelijke naam van de soort werd in 1978 gepubliceerd door David P. Wooldridge.